# Archosolva
Archosolva – wymarły rodzaj owadów z rzędu muchówek i rodziny pośniadkowatych.
Muchówki te miały szerokie skrzydła o szerokości wynoszącej 0,46–0,5 długości. W użyłkowaniu odznaczały się zakończona nieco za wierzchołkiem żyłki radialnej R5 żyłka kostalna, krótkie i prawie symetryczne rozwidlenie żyłki R4+5 oraz długa żyłka M3+CuA1. Tylna para odnóży pozbawiona była ząbków na spodzie ud. Odwłok pozbawiony miał błoniasty rejon na pierwszym tergicie oraz tergity od pierwszego do piątego z poprzecznymi bruzdami.
Rodzaj i oba znane gatunki opisane zostały w 2016 roku przez Davida A. Grimaldiego. Opisów dokonano na podstawie inkluzji pochodzących z cenomanu, znalezionych w Mjanmie. Należą tu:
- Archosolva biceps Grimaldi, 2016 – opisany na podstawie samicy o ciele długości 4,8 mm i skrzydle długości 3,34 mm. Głowę miał na przedzie szeroką. Tylne odnóża charakteryzowały bulwiasto nabrzmiałe biodra i przysadziste uda. Użyłkowanie skrzydła cechowała dość mała i wąska komórka medialna oraz przednia żyłka kubitalna przyłączona bezpośrednio do nasady trzeciej gałęzi żyłki medialnej[1].
- Archosolva sucata Grimaldi, 2016 – opisany na podstawie samicy o ciele długości 4,39 mm i skrzydle długości 3,22 mm. Użyłkowanie skrzydła cechowała tęga komórka medialna[1].